# Čestmír Šimáně
Čestmír Šimáně (9. května 1919 Opava – 26. července 2012) byl jeden z nejvýznamnějších českých jaderných fyziků, zakladatel jaderného výzkumu v Česku. Zabýval se především experimentální jadernou fyzikou, zvláště konstrukcí a využitím urychlovačů, konstrukcí detektorů záření a technikou jaderných reaktorů.

## Studia
Po studiu na gymnáziu v Opavě-Kateřinkách a na 3. gymnáziu v Brně absolvoval Vysokou školu technickou Dr. Edvarda Beneše v Brně. Za druhé světové války byl nasazen v Poldině huti v Chomutově. Po válce pracoval jako asistent na Přírodovědecké fakultě MU a v roce 1947 uspěl se žádostí o stipendium na studium ve Francii. Zde studoval dva roky na Collège de France pod vedením profesora Frédérica Joliot-Curie. Pracoval mimo jiné ve vědecké skupině zabývající se cyklotrony a také na urychlovači v Ivry. V Paříži měl možnost navštěvovat přednášky nejlepších vědců té doby, například Louise de Broglieho.

## Působení ve výzkumných a vzdělávacích institucích
Po návratu z Francie se stal vůbec prvním zaměstnancem Ústavu pro atomovou fyziku. Vybudoval laboratoř jaderné fyziky v pražské Hostivaři. V roce 1954 byl ředitelem Fyzikálního ústavu Československá akademie věd a poté i prvním ředitelem Ústavu jaderné fyziky v Řeži, na jehož vybudování má velkou zásluhu. V roce 1964 začal přednášet na Fakultě jaderné a fyzikálně inženýrské ČVUT v Praze, v letech 1967–1972 zde byl děkanem. Na této fakultě působil celkem čtyřicet let.

## Zahraniční instituce
V letech 1961–1964 byl ředitelem divize technických dodávek a jaderných materiálu Mezinárodní komise pro atomovou energii ve Vídni. V této době působil také jako tlumočník pří jednáních ruských a amerických vědců. Roku 1956 se stal dlouhodobým členem vědecké rady Spojeného ústavu jaderných výzkumů (SÚJV) v Dubně u Moskvy a v letech 1973–1977 zde působil jako zástupce ředitele.